# Invaiatura
L'invaiatura, in botanica e agronomia, è una fase fenologica della maturazione dei frutti, in corrispondenza della quale avviene il viraggio di colore dell'epicarpo. 

## Biochimismo
L'invaiatura è fondamentalmente associata al metabolismo della clorofilla. Prima di questa fase, la colorazione dell'epicarpo è determinata dalla clorofilla, che maschera gli altri pigmenti presenti, rappresentati dai carotenoidi. La scomparsa del pigmento verde si accompagna, secondo le specie, ad un accumulo di carotenoidi e/o di antociani. La prevalenza di uno di questi pigmenti determina il viraggio: i carotenoidi sono infatti responsabili delle colorazioni variabili dal giallo al rosso-arancio, mentre gli antociani conferiscono le colorazioni che vanno dal rosso al blu.

## Importanza
L'invaiatura è un indice dell'avanzamento della maturazione del frutto, tuttavia rappresenta nella generalità dei casi una fase precoce; poiché si tratta di una fase di facile individuazione, è spesso usata come parametro di riferimento anche se non sufficiente. Il momento in cui iniziare la raccolta in relazione all'invaiatura varia perciò secondo la specie e, nell'ambito di una singola specie agraria, secondo la cultivar: ad esempio, nel pomodoro da mensa alcuni ibridi sono raccolti e commercializzati al verde, altri, invece, a invaiatura completa.

### Olivo

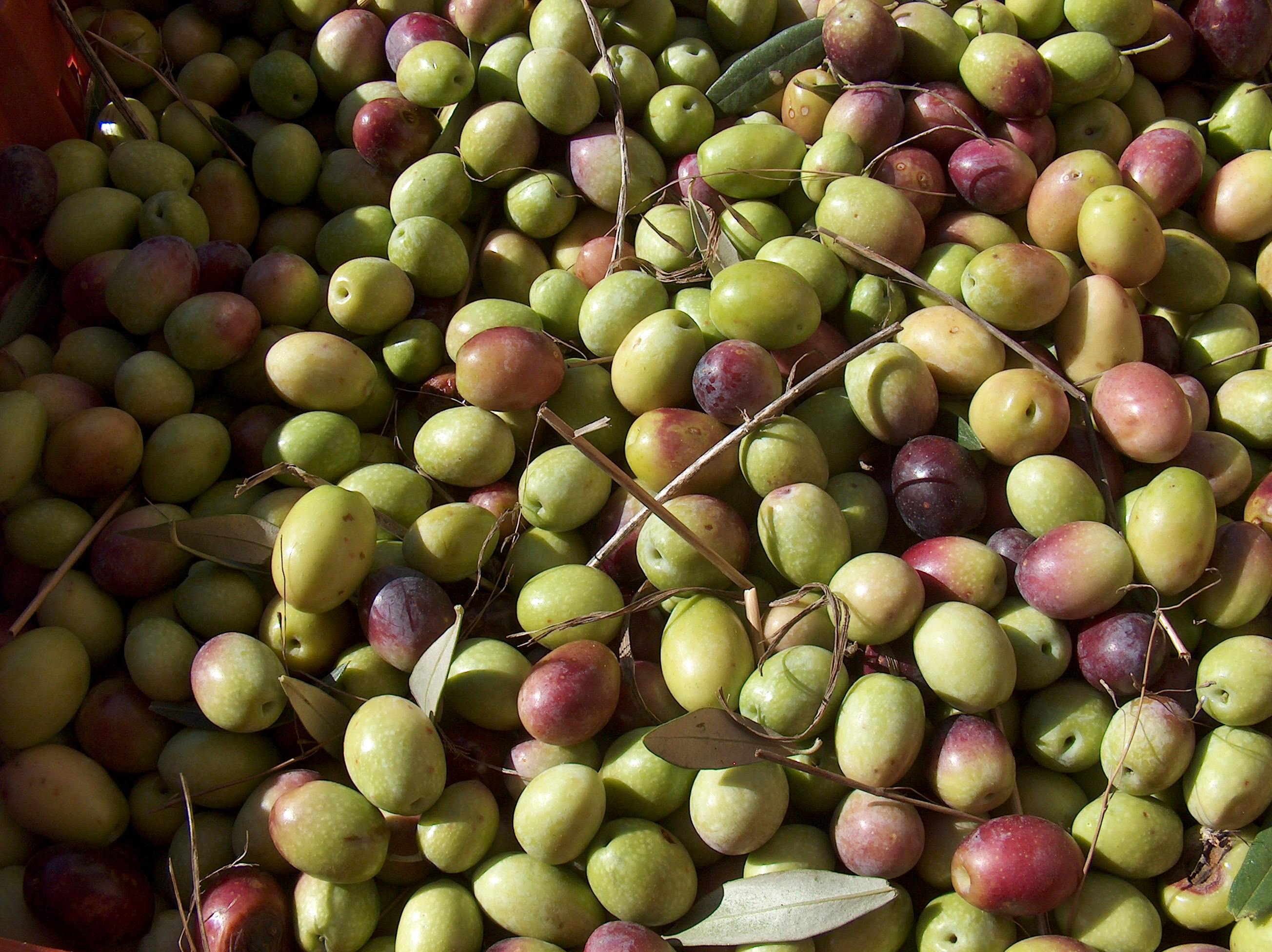
Olive di cultivar Nera di Gonnos e Semidana, le prime a inizio invaiatura, le seconde non ancora invaiate.

Nell'olivo l'invaiatura procede con il viraggio dal verde intenso ad una colorazione finale che varia, secondo la cultivar, dal rosso porpora al nero. In una fase intermedia si può avere una colorazione giallo paglierina che corrisponde all'inizio dell'accumulo degli antociani. L'invaiatura può procedere uniformemente su tutta l'oliva oppure ha una distribuzione zonale, iniziando, in genere, dal polo apicale.
Il momento della raccolta, in relazione all'invaiatura, dipende dalla destinazione del prodotto. Per le olive da mensa si fa distinzione fra lavorazione "al verde" (es. Ascolana tenera, Nocellara del Belice, Nera di Gonnos) e "al nero" (es. Bosana, Nera di Oliena, Majanica di Ferrandina). Le olive da trasformare "al verde" vanno raccolte all'inizio dell'invaiatura, mentre quelle da trasformare "al nero" si raccolgono a invaiatura completa. In questo caso infatti, la pigmentazione si estende anche alla polpa, requisito essenziale per questo tipo merceologico.
Per le olive da olio l'invaiatura è un parametro di secondaria importanza, tuttavia è utile per individuare il momento più opportuno perché ha una correlazione con la curva di inolizione. L'accumulo dell'olio nella polpa aumenta, in termini assoluti, nel corso della maturazione fino all'invaiatura. Dopo l'invaiatura si assiste ancora ad un incremento del tenore in olio, ma in realtà questo aumento è fittizio in quanto dovuto ad una perdita d'acqua. Al fine di ottenere la massima produzione d'olio, le olive vanno perciò raccolte non prima dell'invaiatura. In passato si tendeva a raccogliere le olive in una fase avanzata della maturazione, per la convinzione di ottenere una maggiore produzione: la resa in olio, in rapporto al peso delle olive, aumenta infatti anche dopo l'invaiatura. In realtà nella fase di invaiatura si verifica il maggior accumulo di componenti volatili e di polifenoli, perciò questa fase è ottimale per ottenere un olio di qualità, ricco di polifenoli e di fruttato.

### Vite

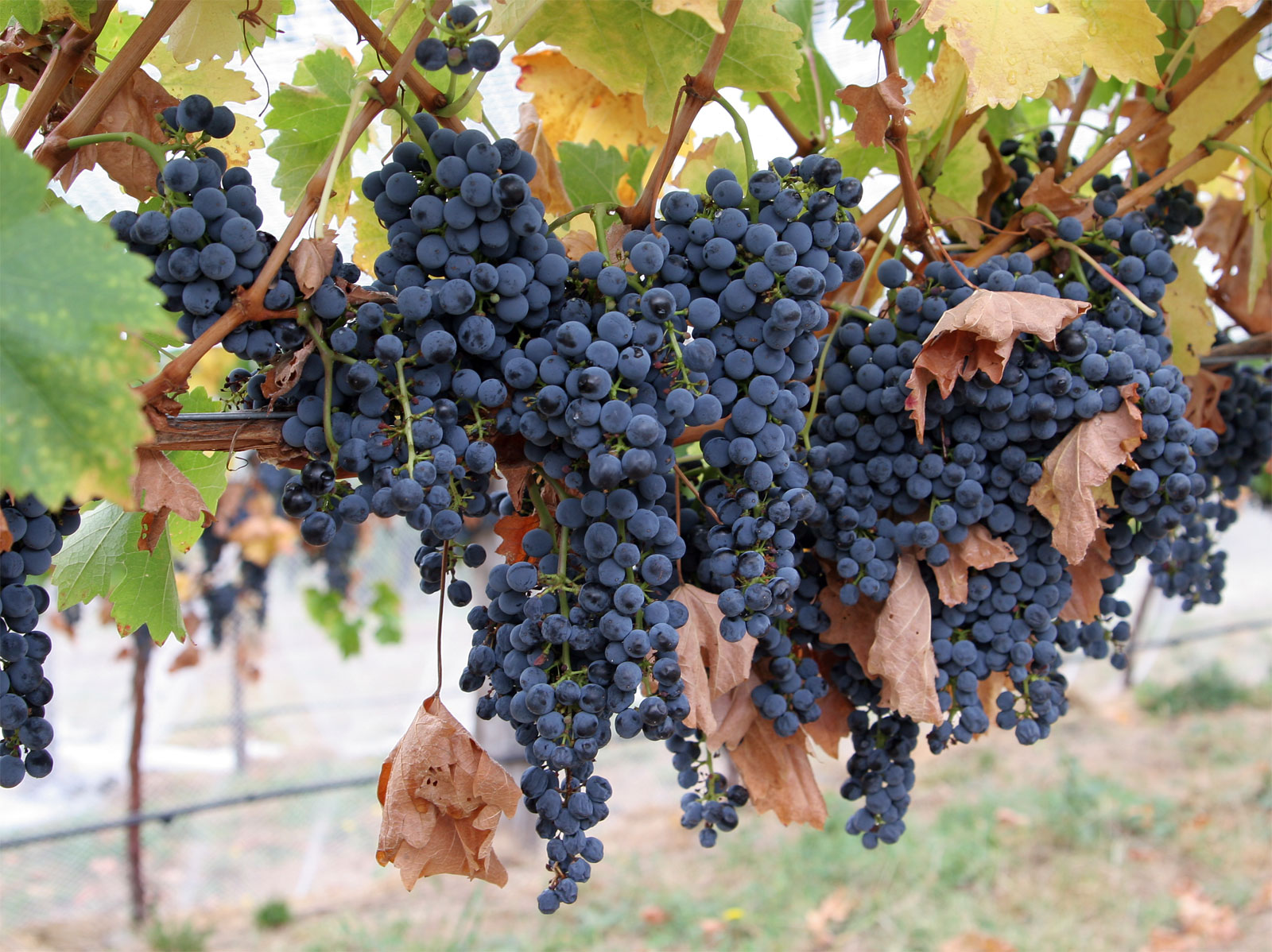
Uva a invaiatura completa.

Nella vite l'invaiatura ha luogo al termine dell'accrescimento con il viraggio dal verde ad una colorazione finale che varia secondo il vitigno: nelle uve bianche la colorazione è determinata dai carotenoidi e in generale si assesta su tonalità gialle; nelle uve nere è invece determinata dagli antociani e si assesta su tonalità variabili dal rosso al nero. Nel caso dell'uva i parametri fondamentali per la determinazione dell'epoca di raccolta sono il tenore in zuccheri riduttori (glucosio e fruttosio) e il tenore in acidi organici. Le modificazioni che interessano questi parametri hanno luogo a partire dall'invaiatura, perciò il viraggio del colore non è un parametro sufficiente a stabilire il momento opportuno per la raccolta. Infatti, durante l'invaiatura, si verifica la traslocazione degli zuccheri dai tralci agli acini e, contemporaneamente, in una prima fase, l'accumulo di acidi organici. In una seconda fase si ha l'abbassamento del tenore in acidi e una modifica dello spettro acidico: le uve poco mature sono infatti relativamente più ricche in acido malico e più povere in acido tartarico. L'epoca di raccolta dipende da tipo di destinazione delle uve.
Per le uve da tavola il requisito fondamentale è l'assenza totale di acidità. È tollerato un gusto moderatamente acidulo solo per le uve precoci, in quanto considerate primizie . Poiché l'uva è un frutto a maturazione non climaterica , la raccolta va effettuata solo quando si raggiunge la piena maturazione e, quindi, dopo l'invaiatura.
Per le uve da vino gli indici di raccolta cambiano secondo il tipo di vinificazione. Per la vinificazione in rosso è fondamentale l'alto grado saccarometrico perciò la vendemmia si pratica in piena maturazione, ben oltre l'invaiatura, sulla base di indici di maturazione che tengono conto del tenore zuccherino e del tenore in acidi. Per la vinificazione in bianco, finalizzata a produrre vini a gradazione alcolica relativamente bassa e dotati di fruttato, è fondamentale un rapporto zuccheri/acidi moderato. In generale l'epoca ottimale di raccolta si colloca all'inizio dell'invaiatura, fase in cui il tenore in acido malico è relativamente alto.

### Pomodoro
Nel Solanum lycopersicum, la pigmentazione della bacca è determinata in genere dai carotenoidi e, per la precisione, dal rapporto quantitativo fra licopene e β-carotene. Secondo la varietà, la pigmentazione del pomodoro maturo varia dal giallo, in caso di accumulo di solo β-carotene al rosso cremisi per il forte accumulo di licopene, tipico della maggior parte delle cultivar e degli ibridi. Alcune varietà possono invece presentare colorazioni violacee per l'accumulo di antociani. La pigmentazione può essere, secondo la cultivar, uniforme oppure con striature, più evidenti poco prima e durante l'invaiatura, per un maggiore accumulo del pigmento clorofilliano. La striatura può mantenersi anche in piena maturazione.
Sull'intensità della pigmentazione ha un ruolo non trascurabile il bilancio nutrizionale della pianta e, in particolare, la disponibilità di potassio, per cui possono esserci pigmentazioni deboli o stentate dovute ad un rapporto nutrizionale fra azoto e potassio a favore del primo oppure all'antagonismo fra calcio e potassio.
L'accumulo di pigmenti procede lentamente, iniziando generalmente dal polo apicale e procedendo in modo zonale verso il polo peziolare. In genere l'inizio dell'invaiatura è annunciato dalla comparsa di una pigmentazione giallo-aranciata o rosata in corrispondenza del polo apicale. La pigmentazione è scalare anche nello spessore del frutto, per cui inizia dall'epicarpo per procedere verso l'interno, fino alle placente. Fra l'inizio dell'invaiatura e la piena colorazione si verificano variazioni di intensità e di tonalità del colore, con passaggi intermedi in cui compaiono il giallo-aranciato e il rosato. Infine, scalarità di maturazione e, quindi, di pigmentazione, si verifica anche nell'ambito della pianta; questo comportamento è portato all'estremo nei tipi genetici ad accrescimento indeterminato, nei quali si verifica il proseguimento dell'accrescimento e, quindi dell'emissione di nuovi fiori anche dopo l'emissione del primo palco fiorale.
Dopo l'invaiatura il processo biochimico fondamentale consiste nella variazione del rapporto fra acidi organici e zuccheri a favore di questi ultimi, per cui, nel corso dell'invaiatura tende a prevalere la percezione dell'acido e diminuendo progressivamente con il procedere della maturazione. Un altro processo di non secondaria importanza è la metabolizzazione delle pectine, in seguito alla quale si verifica lo sfaldamento delle lamelle mediane e la riduzione della consistenza della bacca. L'intensità di quest'ultimo processo dipende dalla cultivar e da fattori nutrizionali (calcio). Essendo un frutto climaterico, la maturazione del pomodoro procede anche dopo il distacco del frutto dalla pianta. Il momento della raccolta dipende da vari fattori, fra i quali rientrano in particolare la cultivar o l'ibrido, la destinazione del prodotto e, nel caso del pomodoro da mensa, le tendenze del mercato.
Il pomodoro da industria va raccolto in piena maturazione, in quanto il prodotto viene rifiutato o subisce un deprezzamento se c'è una significativa percentuale di bacche immature o non uniformemente colorate.
Il pomodoro da mensa si raccoglie, secondo l'ibrido, in tre differenti fasi: prima dell'invaiatura ("a verde"), a inizio invaiatura ("rosato"), a pigmentazione completa ("a rosso"). Le esigenze di mercato, i gusti del consumatore e caratteristiche intrinseche dell'ibrido determinano nel complesso differenti tendenze: 
- alcune varietà sono apprezzate se la bacca è commercializzata prima dell'invaiatura o, al massimo, a inizio invaiatura e subiscono addirittura un deprezzamento a invaiatura avanzata; vanno perciò raccolte esclusivamente "a verde". Rientrano in questa tipologia, ad esempio, il "Camone", il "Nikita", l'"Italdor";
- altre varietà sono apprezzate se la bacca è commercializzata a invaiatura completa, perciò la raccolta si esegue "a rosso". Rientrano in generale in questa categoria i pomodori del tipo "ciliegino" ("Cherrie Wonder") e quelli che si prestano alla raccolta "a grappolo" (es. "Donador", "Matador");
- altre varietà sono apprezzate, secondo i gusti del consumatore, sia a basso grado di maturazione sia a maturazione piena, perciò la raccolta si effettua a vari livelli di invaiatura, dal verde al rosso (es. "Carson", "Incas", "Black Macigno", "Vemone", ecc.).
- poiché i tempi di conservazione del pomodoro sono limitati e la maturazione procede anche nel corso della refrigerazione, si tende ad anticipare la raccolta per il prodotto destinato all'esportazione.